# شهابی
شهابی، روستایی در دهستان رستاق بخش رستاق شهرستان داراب در استان فارس ایران است.

## جغرافیا
هوای شهابی خنک است. قبل از افزایش چاه‌های عمیق و نیمه عمیق در فاصله شهابی تا تنگ لایزنگان، سطح آب‌های زیر زمینی در این روستا بسیار مناسب بود و قنات پر آبی داشت که در آن ماهی و خرچنگ به فراوانی یافت می‌شد. تا قبل از سال ۱۳۷۰ برنج یکی از محصولات این روستا بود ولی در حال حاضر به خاطر مدیریت اشتباه منابع آب در شهرستان داراب تنها قنات این روستا خشک شده‌است و فقط کشاورزی اندکی از طریق ۳ حلقه چاه در این روستا باقی‌مانده است.
پس از خشکسالی اقتصاد مردم از کشاورزی به ترابری و حمل و نقل تغییر کرده‌است و تعدادی از مردم روستا از طریق کار روی ماشین سنگین امرار معاش می‌کنند. دامپروی روستا نیز که در گذشته رونق فوق‌العاده‌ای داشت، با کاهش سطح زیر کشت محصولات کشاورزی از رونق افتاده است
تاریخ تأسیس روستای فعلی شهابی به بعد از سال ۱۳۴۲ بر می‌گردد. بعد از اصلاحات ارضی رعیت‌هایی که در قلعه شهابی ساکن بودند و دهقان شده بودند خانه‌های کاه گلی خود را ساختند؛ و کمی بعد مالکان نیز از قلعه به مکان فعلی جابجا شدند. تا سال‌های ۶۱–۶۰ در این روستا آسیابی بود که رونق زیادی داشت و مردم روستاهای اطراف برای آرد کردن گندم و سفید کردن برنج به این روستا می‌آمدند.

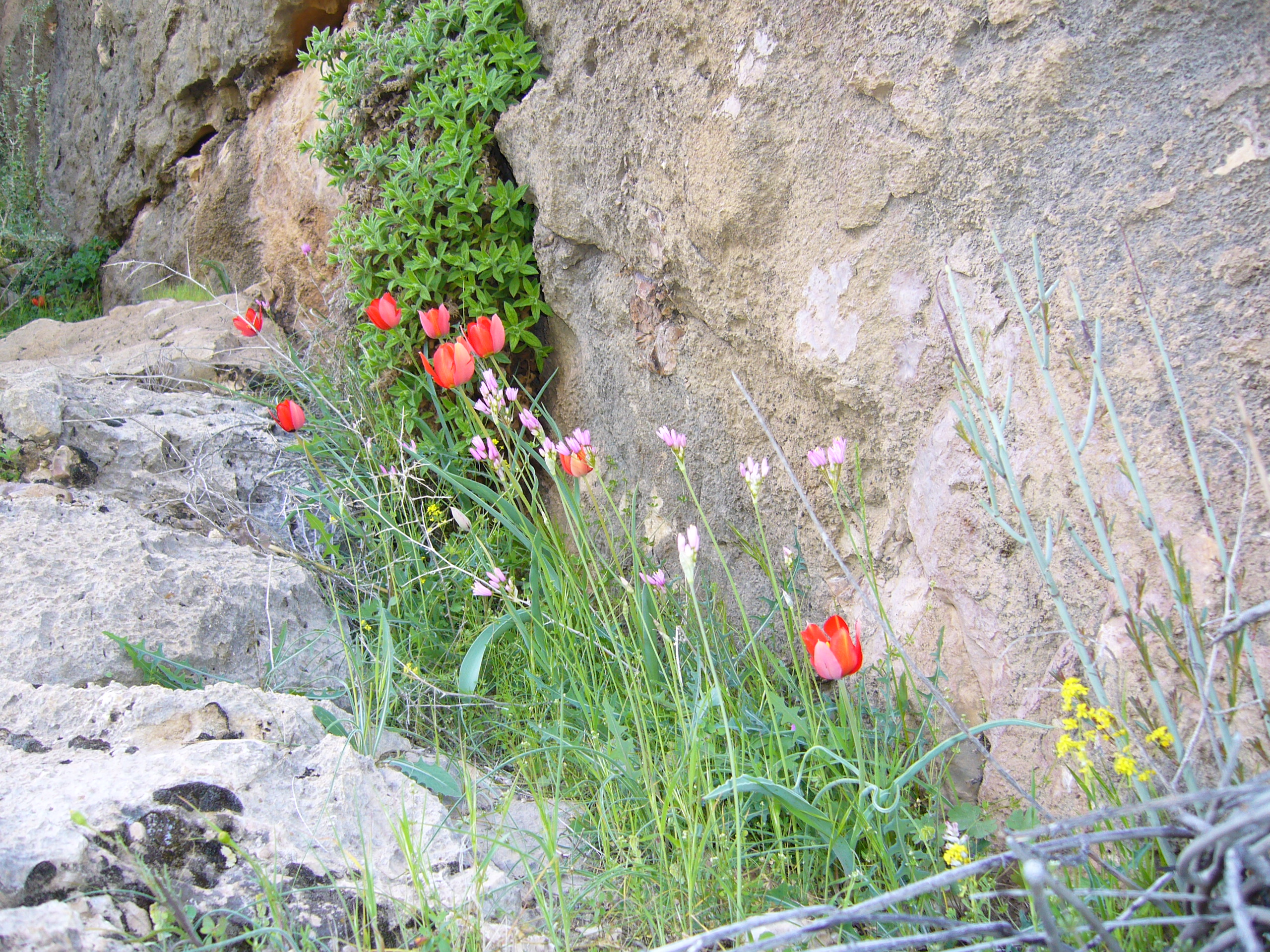
عنوان لاله وحشی کوه قلات شهابی
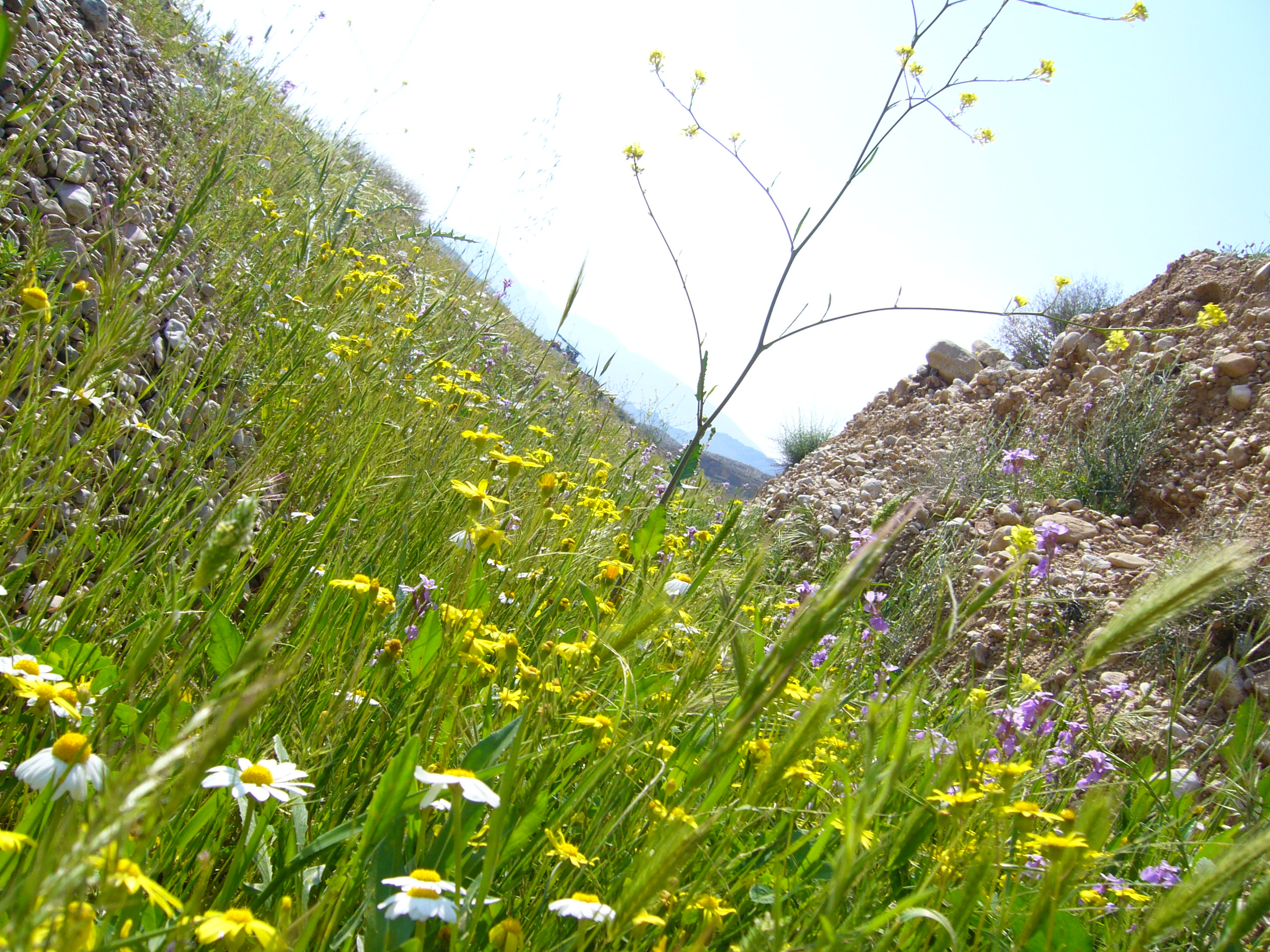
بهار روستای شهابی

## جمعیت
بر پایه سرشماری عمومی نفوس و مسکن در سال ۱۳۹۵، جمعیت این روستا برابر با ۱۰۵ نفر (۳۲ خانوار) بوده است.